# Joseph Bitta

Joseph Bitta

Joseph Bitta (* 12. März 1856 in Langendorf, Landkreis Ratibor, heute zu Hultschin; † 20. Juli 1932 in Kaulwitz bei Namslau) war ein deutscher Politiker des Zentrums.

## Leben und Beruf
Nach dem Abitur auf dem Gymnasium in Leobschütz studierte Bitta von 1875 bis 1878 Rechts- und Staatswissenschaften in Leipzig und Breslau. Nach einem Jahr als wissenschaftlicher Hilfsarbeiter bei der Staatsanwaltschaft in Glogau ließ er sich 1884 als Rechtsanwalt im Amtsgerichtsbezirk Tarnowitz nieder. 1910 bekam er die Zulassung als Rechtsanwalt beim Oberlandesgericht Breslau. 
Bitta engagierte sich im Katholischen Volksverein, der Deutschen Landwirtschaftsgesellschaft und im Oberschlesischen Berg- und Hüttenmännischen Verein. Seit 1890 saß er im Beirat der Landesversicherungsanstalt Schlesien. Von 1896 bis 1910 gehörte er dem Plenum der Handelskammer Oppeln an.
Er war Ehrenmitglied der katholischen Studentenverbindung KStV Unitas Breslau.

## Abgeordneter
Von 1884 bis 1910 war Bitta Mitglied von Kreistag und Kreisausschuss im Kreis Tarnowitz. Dem Preußischen Abgeordnetenhaus gehörte er von 1910 bis 1918 an. Bitta war 1919/20 Mitglied der Weimarer Nationalversammlung. Im Gegensatz zur Mehrheit seiner Fraktionskollegen stimmte er am 22. Juni 1919 in der Nationalversammlung gegen den Abschluss des Versailler Vertrages. Anschließend war er bis November 1922 Reichstagsabgeordneter.

## Öffentliche Ämter
Vom 8. November 1919 bis 4. Juli 1923 war Bitta geschäftsführender Oberpräsident der Provinz Oberschlesien.